# پارک چورونگ
پارک چو-رونگ (به انگلیسی: Park Cho-rong، کره‌ای: 박초롱) (زاده ۳ مارس ۱۹۹۱) که به طور یک‌نواخت بیشتر با نام چورونگ شناخته می‌شود، یک خواننده، ترانه‌سرا و هنرپیشه کره جنوبی است. وی بیشتر به عنوان لیدر گروه دخترانه کره جنوبی ای‌پینک شناخته می‌شود.

## اوایل زندگی
پارک چو-رونگ در ۳ مارس سال ۱۹۹۱ در چئونگ‌جو، استان چئونگ‌جو شمالی، کره جنوبی زاده شد. وی فرزند وسطی می‌باشد و یک خواهر بزرگتر و یک خواهر کوچکتر نیز دارد. در حالی که پارک دختر یک مالک یک مرکز و استاد هاپکیدو است، وی هشت سال به آموختن این هنر پرداخت. وی از سال‌های اول مدرسه ابتدایی تا سال سوم دبیرستان مقدماتی آموزش دید، در نهایت وی موفق شد کمربند مشکی سطح سه را در هاپکیدو بدست بیاورد. پارک در دوران‌های مدرسه‌اش در مهدکودک بیونگ‌سول، دبستان و دبیرستان راهنمایی بوکانگ و دبیرستان چونگ‌بوک تحصیل کرده بود.
پارک در سال ٢۰۰٩ در پنجمین آزمون رسمی جی‌وای‌پی اینترتینمنت شرکت کرد و راهیه مرحله نهایی شد. با این حال، وی در نهایت حذف شد و پس آن به عنوان یک کارآموز به کیوب اینترتینمت پیوست.

## حرفه

### ۲۰۱۱–اکنون: ای‌پینک
در فوریه سال ۲۰۱۱، پارک به عنوان دومین عضو و لیدر ای‌پینک اعلام شد. قبل از اعلام، وی در پایان نسخه ژاپنی موزیک ویدئوی «شوک» توسط گروه بیست حضور پیدا کرده بود. پارک قبل از شروع به کار با ای‌پینک، با بقیه اعضای ای‌پینک، در بخشی از فیلمبرداری ای‌پینک نیوز که نمایش واقع‌نما قبل از شروع این گروه بود نیز شرکت کرده بود. در ۱۹ آوریل سال ۲۰۱۱، ای‌پینک اولین تک‌آهنگ خود را به اسم «مولایو» منتشر کرد و در ۲۱ آوریل، پارک به عنوان عضوی از ای‌پینک در ام کانت‌داون شبکه تلویزیونی ام‌نت ترانه‌های «مالایو»، و «فهرست خواسته‌ها» را اجرا کرد که بعداً این ترانه‌ها در اولین آلبوم چندآهنگه ای‌پینک هفت بهار ای‌پینک گنجانده شدند.

### ۲۰۱۱–اکنون: حرفه بازیگری
پارک حرفهٔ بازیگری خود را با بازی کردن شخصیتی به نام چورونگ پس از اخراج گین از گروه براون آید گرلز در سریال سیت‌کام تمامی عشقم در سال ۲۰۱۰ آغاز کرد. وی بعداً همراه با همکارش از گروه ای‌پینک، یون بو-می به عنوان یک کمیو در سریال پاسخی به ۱۹۹۷ در حالی که نسخه نوجوان لی ایل-هوا، مادر شخصیت اصلی، سونگ شی-وون (با بازی جونگ اون-جی) را بازی می‌کرد حضور یافت. پارک اولین نقش اصلی خود را با بازی به عنوان هان سو-آه، یک دختر دبیرستانی مشهور اما مرموز؛ و در برابر شخصیت بی‌توبی، یوک سونگ-جه، در سریال رمانتیک کمدی پلاس ناین بویز شروع کرد. وی در سال ۲۰۱۷، در وب‌درام ناور، قانون ویژه عاشقانه به همراه مین-کیو و هیوک از گروه ویکس ظاهر شد.

## ترانه‌نویسی

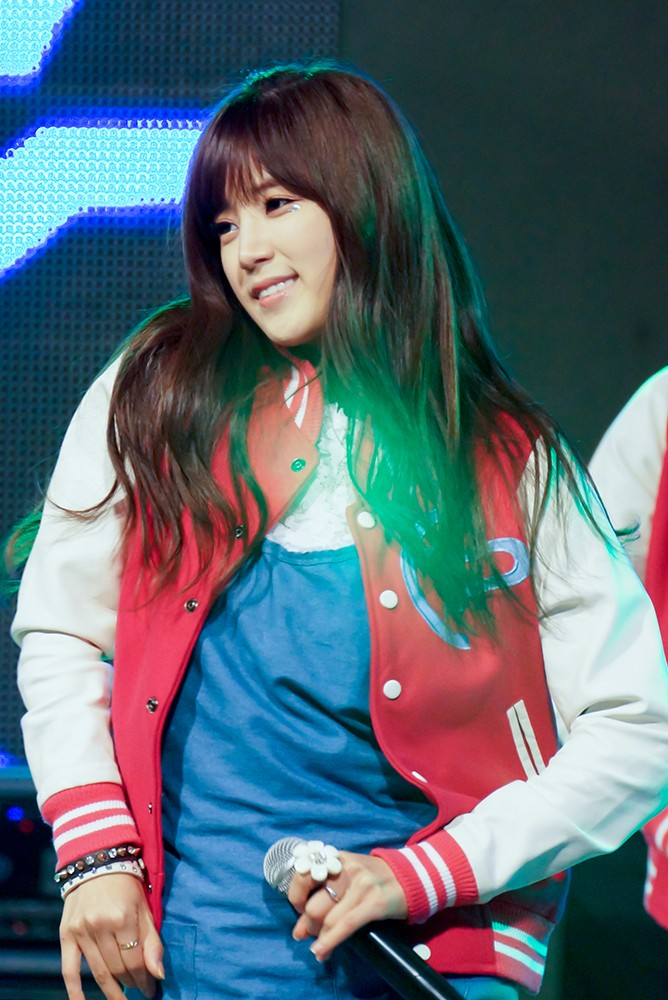
پارک در حال اجرا با ای‌پینک در اکتبر سال ۲۰۱۳

از بین تمامی اعضای ای‌پینک، پارک تجربیات بیشتری را به عنوان یک ترانه‌سرا دارا می‌باشد. وی با نوشتن اولین ترانه‌هواداری خود به نام «۱۹ آوریل» برای اولین سالگرد گروه حرفه خود را در رابطه با ترانه‌سرایی آغاز کرد. از زبان پارک، وی در حالی که به طرفداران و اجرای اولین صحنه گروه فکر می‌کرد، «۱۹ آوریل» را نوشت، در حالی که برای دیگر ترانه‌ها درمورد تجربیاتی بود که گروه سنی آن‌ها می‌توانند به آن مربوط باشند.

### ترانه‌های نوشته شده
| سال     | ترانه                                                           | آلبوم                     | نوشته                                                                                                  |
| ------- | --------------------------------------------------------------- | ------------------------- | --- |
| ۲۰۱۲    | «۱۹ آوریل»                                                      | یک سال                    | موسیقی توسط کیم جین-هوان؛ در ابتدا این ترانه به عنوان یک ترانه‌هواداری برای اولین سالگرد گروه منتشر شد. |
| ۲۰۱۴    | «داستان عشق»                                                    | شکوفه صورتی               | موسیقی توسط کیم جین-هوان                                                                               |
| ۲۰۱۴    | «خیلی طولانی»                                                   | شکوفه صورتی               | موسیقی توسط ماستر کی                                                                                   |
| ۲۰۱۴    | «میخوام باشم»                                                   | عشق صورتی                 | موسیقی توسط سون یانگ-جین و بیگ سانچو                                                                   |
| ۲۰۱۵    | «دژا وو»                                                        | خاطره صورتی               | موسیقی و تنظیم توسط چویی یونگ-چان                                                                      |
|         | «موج»                                                           | انقلاب صورتی              | موسیقی و تنظیم توسط کیم جین-هوان؛ این ترانه به عنوان یک ترانه‌هواداری برای پنجمین سالگرد گروه منتشر شد. |
| «به ما» | موسیقی توسط کیم جین-هوان؛ این ترانه برای اعضا منتشر شده می‌باشد. | انقلاب صورتی              | |
| «کلیشه» | عزیز                                                            | نوشته شده با همراهی نایون | |
| ۲۰۱۷    | «چشم‌ها»                                                         | پینک آپ                   | موسیقی توسط کوماند فریکز، سوفیا، شیکاتا                                                                |
| ۲۰۱۸    | «معجزه»                                                         | معجزه                     | نوشته شده با همراهی لوگان، بئوم‌اکس‌ننگ و 제이미؛ تولید شده توسط اونجی با لوگان، بئوم‌اکس‌ننگ و 제이미     |
| ۲۰۱۸    | «احمق نباش»                                                     | یک و شش                   | نوشته شده با همراهی لاوزسانگ؛ تولید شده توسط هاید                                                      |
| ۲۰۱۹    | «کافی»                                                          | درصد                      | موسیقی توسط ۶۱۷ موزیک                                                                                  |
| ۲۰۲۰    | «لحضه»                                                          | نگاه                      | موسیقی توسط بومباستیک                                                                                  |